# Saint-Merd-les-Oussines
Saint-Merd-les-Oussines (Sent Merd  auf Okzitanisch) ist eine französische Gemeinde mit 109 Einwohnern (Stand 1. Januar 2022) im Département Corrèze in der Region Nouvelle-Aquitaine.

## Geografie
Die Gemeinde liegt im Zentralmassiv auf dem Plateau de Millevaches und somit auch im Regionalen Naturpark Millevaches en Limousin. Tulle, die Präfektur des Départements, liegt ungefähr 60 Kilometer südwestlich, Égletons etwa 30 Kilometer südwestlich und Ussel rund 30 Kilometer südöstlich.
Der Ort befindet sich am rechten Ufer des Oberlaufes der Vézère, eines rechten Nebenflusses der Dordogne. Das Gemeindegebiet wird darüber hinaus vom Ars durchflossen, einem linken Nebenfluss der Vézère.
Nachbargemeinden von Saint-Merd-les-Oussines sind Peyrelevade im Norden, Millevaches und Chavanac im Osten, Meymac im Südosten, Saint-Germain-Lavolps im Süden sowie Pérols-sur-Vézère im Südwesten, Bugeat im Westen sowie Tarnac im Nordwesten.

### Verkehr
Der Ort liegt ungefähr 30 Kilometer nordwestlich der Abfahrt 23 der Autoroute A89.

## Geschichte
Der Name Saint-Merd-les-Oussines  entwickelte sich aus "Sancti Medardi de Chabanes" im Jahre 1315 über Saint Merd les Aussines en Bas-Limousin zur heutigen Schreibweise. Der Name bezieht sich auf den heiligen Medardus von Noyon. Oussine kommt aus dem Okzitanischen und bedeutet unkultiviertes Land, ein Feld, das man brach liegen lässt.

### Wappen
Beschreibung: Das Wappen ist geviert, heraldisch rechts oben und links unten rot zahnschnittumrandet in Gold ein grüner Laubbaum, links oben und rechts unten  ein goldener Balken an der Teilungslinie und in Rot eine silberne Taube. Im blauen Herzschild ein schwebender roter Schrägbalken und drei goldenen Spornrädern.

## Einwohnerentwicklung
| Jahr      | 1962 | 1968 | 1975 | 1982 | 1990 | 1999 | 2007 | 2016 |
| Einwohner | 135  | 180  | 153  | 137  | 114  | 112  | 119  | 130  |

## Sehenswürdigkeiten

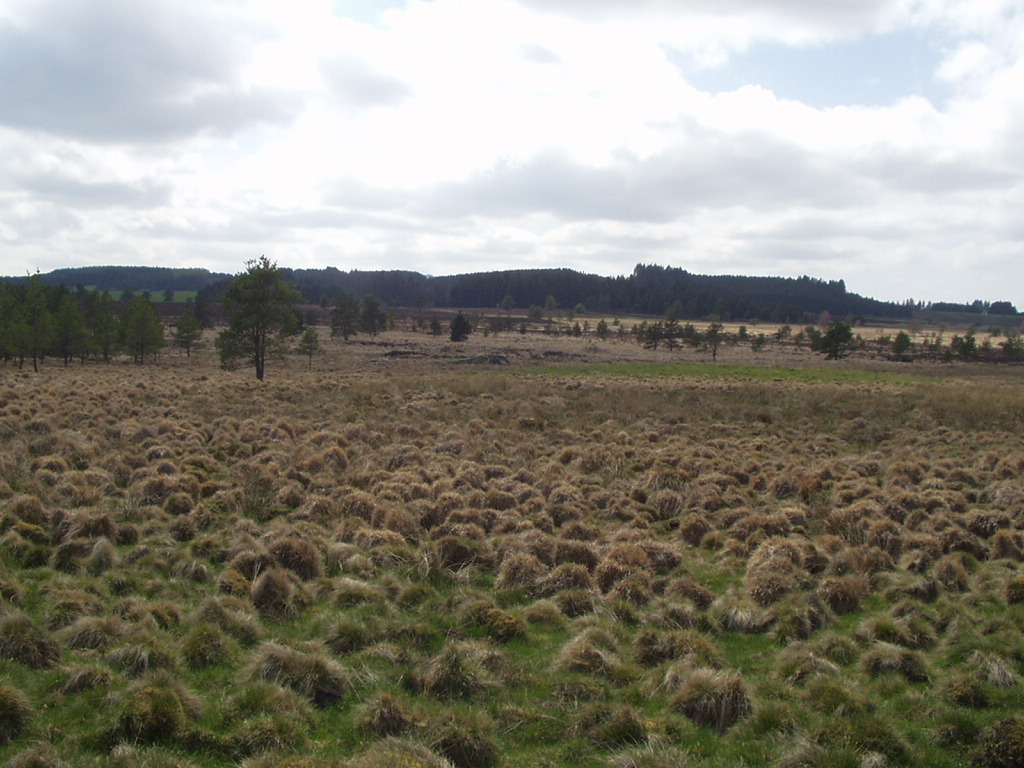
Das Moor von Longéroux

- Die gallisch-römischen Ruinen von Cars, ein beachtenswerte Ansammlung von Gebäuderesten aus dem 2. Jahrhundert nach Christus. Das Gebäudeensemble ist seit 1935 als Monument historique klassifiziert.[2]
- Das Moor von Longéroux, ein 8000 Jahre altes Moor auf dem Plateau de Millevaches mit einer Größe von 255 ha.[3][4]
- Die Kapelle Notre-Dame-de-la-Nativité, ein Sakralbau aus dem 14. Jahrhundert[5]
- Die Kirche Saint-Médard, ein Sakralbau aus dem 14. und 15. Jahrhundert[6]
- Reste eines Schlosses aus dem 15. oder 16. Jahrhundert.[7]